# Faltsignal

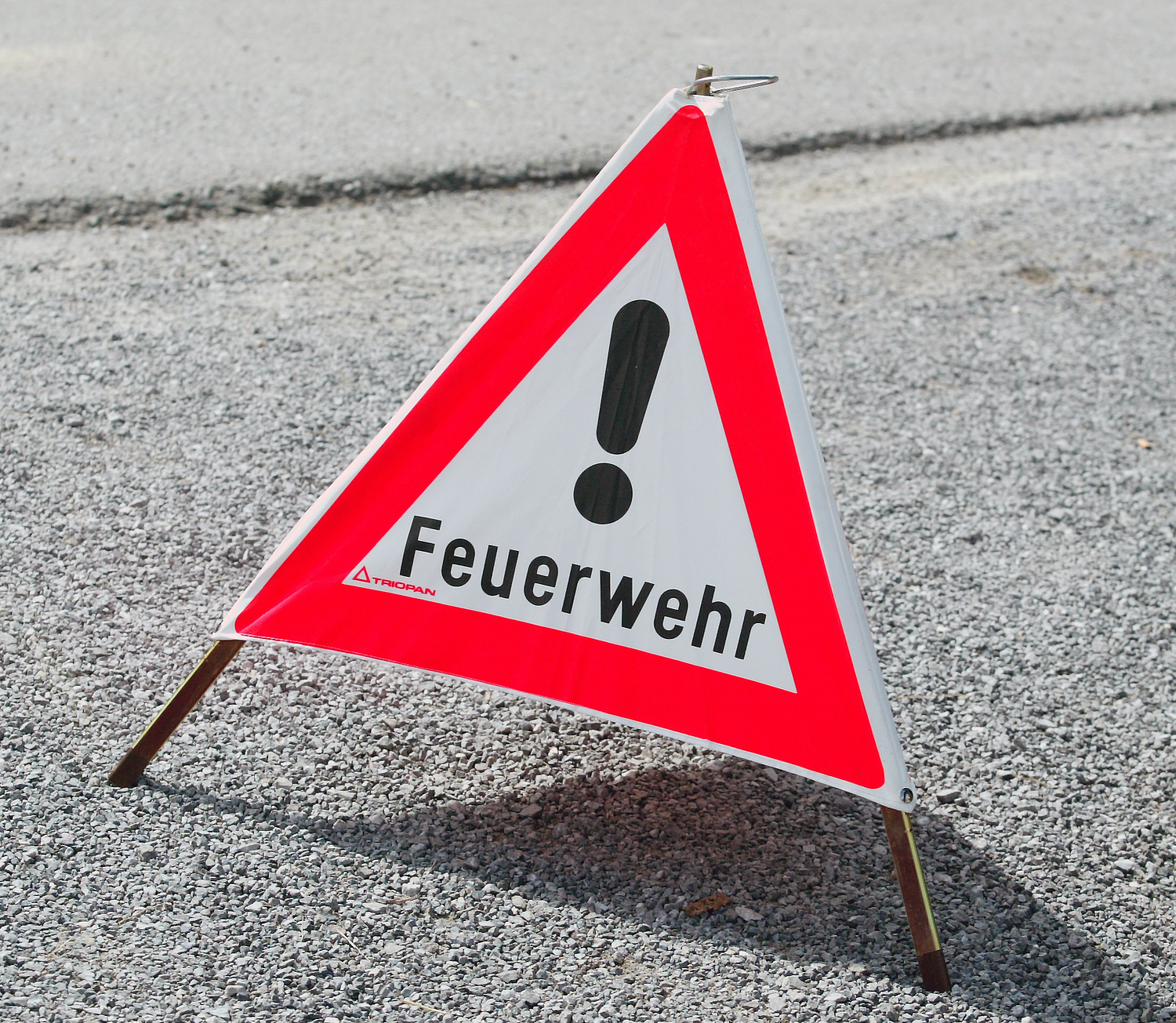
Gebräuchliche Beschriftung der Feuerwehr

Bei einem Faltsignal, auch Faltdreieck oder Warnpyramide genannt, handelt es sich um ein temporäres Verkehrszeichen, welches nicht wie im Straßenverkehr gewohnt auf einem festen Körper (z. B. Metallplatte) aufgetragen ist, sondern sich auf einer Plane abgedruckt auf einem Metallrahmen befindet. Nach dem Schweizer Hersteller wird es teilweise auch als Triopan bezeichnet.
Das Faltsignal ist üblicherweise mit Verkehrszeichen bebildert, damit Einsatzkräfte bei Einsätzen und Unfällen damit Verkehrsflächen absichern bzw. auf eine Gefahr hinweisen können.

## Einsatz
Ein Faltsignal ist zusammengefaltet rund 70 cm lang und hat einen Durchmesser von wenigen Zentimetern. Aus dieser kompakten Transportgröße und der dazu sehr auffälligen Größe beim Aufstellen, bietet sich dieses Signal gut dazu an, bei zeitkritischen Ereignissen eingesetzt zu werden. Durch die drei Beine kann das Schild auch stabil auf schrägen oder unebenen Flächen stehen.

## Rechtliches

### Situation in Deutschland
Zwar sind Faltsignale auch mit Beschriftungen wie „Baustelle“ im Handel erhältlich, sie entsprechen in Deutschland jedoch nicht den Richtlinien für die Sicherung von Arbeitsstellen an Straßen (RSA 95). Einsatz- und Unfallstellen sind keine geplanten Arbeitsstellen im Sinne der RSA. Die Verkehrslenkung um solche Stellen sind kurzfristige, nicht planbare Maßnahmen im öffentlichen Verkehrsraum, so dass die RSA hier keine Anwendung findet. Faltsignale werden daher von der Polizei oder – wo zulässig – von Feuerwehr oder Technischem Hilfswerk für die Warnung und Lenkung des fließenden Verkehrs eingesetzt.